# Knjahynytschi (Iwano-Frankiwsk)
Knjahynytschi (ukrainisch Княгиничі; russisch Княгиничи/Knjaginitschi, polnisch Knihynicze) ist ein Dorf in der ukrainischen Oblast Iwano-Frankiwsk in der Westukraine mit etwa 800 Einwohnern.

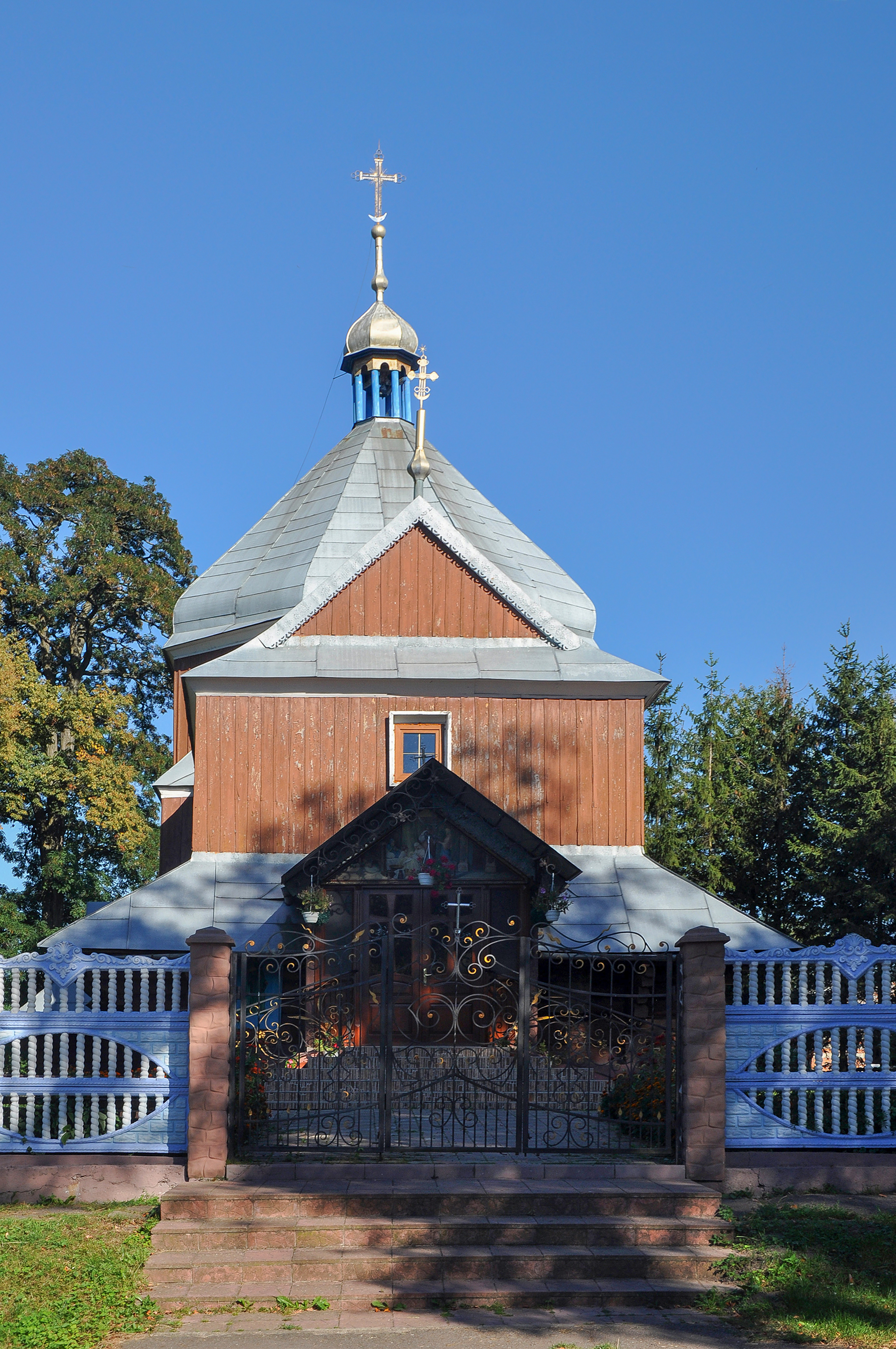
Kirche im Ort

Die Ortschaft liegt im Westen der historischen Landschaft Galizien im Rajon Iwano-Frankiwsk am Fluss Swirsch, etwa 11 Kilometer westlich vom ehemaligen Rajonzentrum Rohatyn und 55 Kilometer nordwestlich vom Oblastzentrum Iwano-Frankiwsk entfernt. Nördlich des Ortes erstreckt sich der Knjahynytschi-See.
Am 12. Juni 2020 wurde das Dorf ein Teil neu gegründeten Stadtgemeinde Rohatyn im Rajon Iwano-Frankiwsk; bis dahin bildete es zusammen mit dem Dorf Sahirja (Загір'я) die Landratsgemeinde Knjahynytschi (Княгиницька сільська рада/Knjahynyzka silska rada) im Rajon Rohatyn.
Der Ort wurde 1430 zum ersten Mal schriftlich als Knyechinicze erwähnt, erhielt 1563 das Magdeburger Stadtrecht, lag zunächst in der Adelsrepublik Polen-Litauen, Woiwodschaft Ruthenien, und kam 1772 als Kniechinicze (später Knihynicze) zum damaligen österreichischen Kronland Galizien (bis 1918 als Markt dann im Bezirk Rohatyn).
Nach dem Ende des Ersten Weltkrieges kam der Ort zur Polen, war hier ab 1921 als Knihynicze in die Woiwodschaft Stanislau, Powiat Rohatyn, Gmina Knihynicze eingegliedert und wurde im Zweiten Weltkrieg erst von der Sowjetunion und ab 1941 bis 1944 von Deutschland besetzt und dem Distrikt Galizien angeschlossen. Nach der Rückeroberung durch sowjetische Truppen 1944 kam er 1945 wiederum zur Sowjetunion und wurde in die Ukrainische SSR eingegliedert, seit 1991 ist der Ort Teil der heutigen Ukraine. Unter sowjetischer Herrschaft wurde dem Ort 1939 durch die Herabstufung zum Dorf der Marktstatus aberkannt.